# OMEGA Championship Wrestling
Pour les articles homonymes, voir Oméga (homonymie).
La Organization of Modern Extreme Grappling Arts, également connu comme OMEGA ou OMEGA Championship Wrestling, est une fédération du circuit indépendant de catch basée à Cameron en Caroline du Nord et créée en 1997 par Jeff Hardy et Matt Hardy avec l'aide de Thomas Simpson.

## Histoire
OMEGA a été créée par les frères Jeff et Matt Hardy en 1997. Les costumes étaient créés par Matt. Comparé à d'autres fédérations de catch les shows ne se déroulaient pas dans des salles mais à l'extérieur parce que la fédération avait des catcheurs aériens, des matchs hardcore.
OMEGA a aidé des catcheurs comme les Hardy Boyz, Shannon Moore, Joey Mercury, Christian York, Joey Abs, Steve Corino, C.W. Anderson, Gregory Helms, et d'autres personnalités du catch.
La fédération a fermé en octobre 1999 quand Jeff et Matt Hardy ont signé un contrat avec la World Wrestling Federation. Grâce à eux la plupart de ses employés ont suivi les deux frères Hardy ou sont partis à la NWA Wildside.
En 2007, Highspots.com a sorti un DVD nommé OMEGA: Uncommon Passion, avec des interviews des catcheurs, des matchs, etc.

## Retour de la fédération
En 2012, quelques rumeurs disaient que la Organisation of Modern Extreme Grappling Arts pourrait faire un retour, car Jeff Hardy avait conçu une nouvelle ceinture qu'il a nommée "OMEGA Enigmatic".
De fait, la compagnie OMEGA Wrestling a présenté son premier gala depuis près 15 ans, le 15 janvier 2013 à l’Université Northern Durham de Caroline du Nord. L’évènement s’intitulait « Chinlock for Chuck » avec pour but de récolter des fonds afin de venir en aide au lutteur Chuck Coates, qui se battait alors contre la maladie de Hodgkin (cancer qui touche le système lymphatique).

## Championnats

### Championnats actifs
| Championnats                   | Champion Actuel | Champion précédent | Date             | Lieu                         |
| ------------------------------ | --------------- | ------------------ | ---------------- | ---------------------------- |
| OMEGA Heavyweight Championship | Matt Hardy      | Trevor Lee         | 21 novembre 2015 | Smithfield, Caroline du Nord |

### Championnats inactifs
| Championnats                         | Dernier Champion(s)          | Champion(s) Précédent(s)    | Date            | Lieu                         |
| ------------------------------------ | ---------------------------- | --------------------------- | --------------- | ---------------------------- |
| OMEGA New Frontiers Championship     | Cham Pain                    | Kid Dynamo                  | 29 janvier 1999 | Wendell, Caroline du Nord    |
| OMEGA Tag Team Championship          | Mike Maverick & Otto Schwanz | Shane Helms & Mike Maverick | 31 juillet 1999 | Beulaville, Caroline du Nord |
| OMEGA Light Heavyweight Championship | Joey Matthews                | Christian York              | 29 janvier 1999 | Wendell, Caroline du Nord    |

## Personnel de l'OMEGA

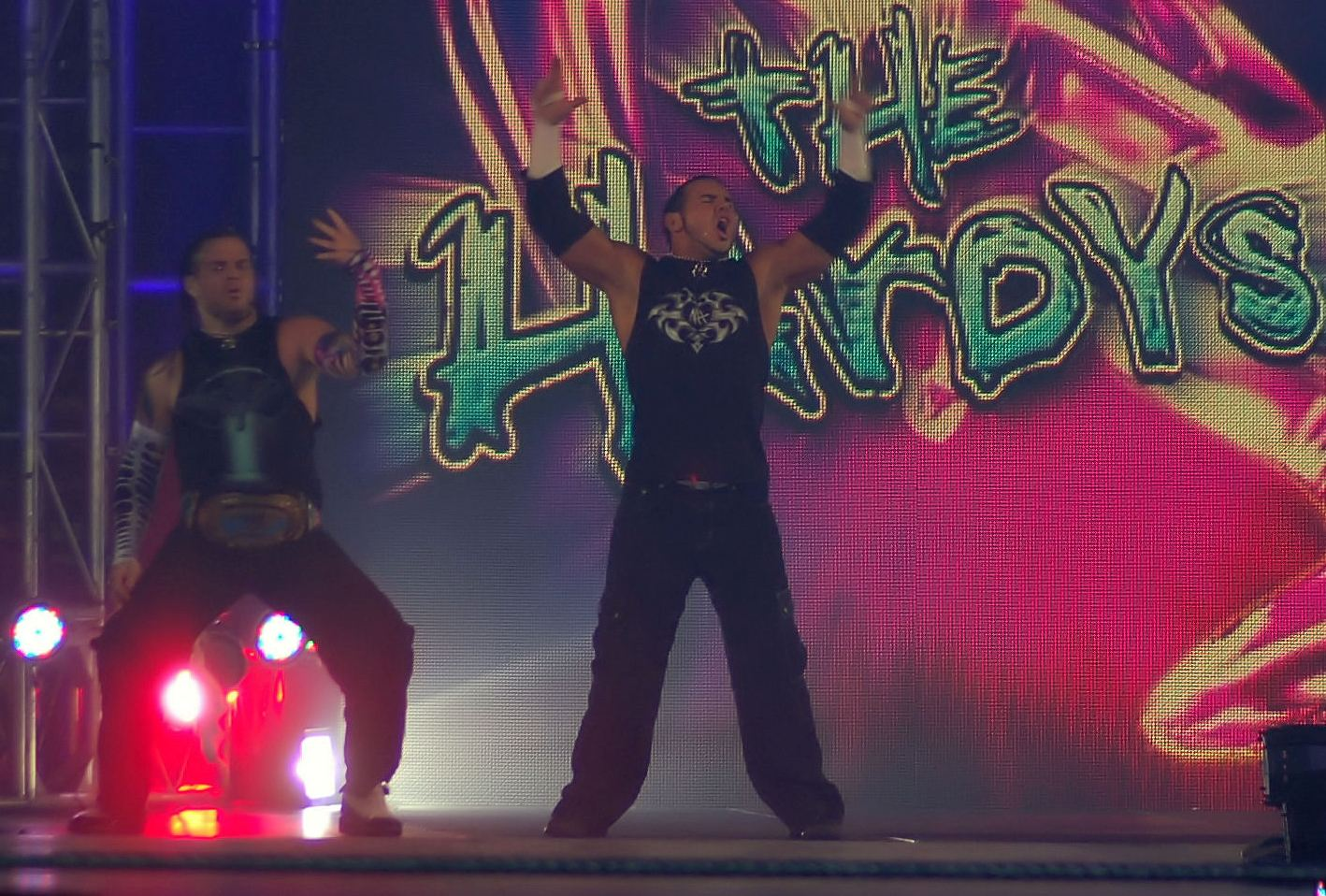
Jeff Hardy et Matt Hardy, les fondateurs de l'Organization of Modern Extreme Grappling Arts.

- Catcheurs
  - C.W. Anderson
  - Caprice Coleman
  - Cedric Alexander
  - Ayman Mardi-Wright Bouzid
  - Matt Hardy
  - Gunner
  - Lodi
  - Chris Escobar
  - James Storm
  - Ric Converse
  - Jeff Hardy
  - Steve Corino
  - Shane "Hurricane" Helms
  - Trevor Lee
  - "The King" Shane Williams
  - Jake Manning
  - Mickey Gambino
  - Xsiris
  - Chip Day

- Catcheuses
  - Amber O'Neal
  - Reby Sky
  - Mia Svensson
  - Kacee Carlisle
  - Jayme Jameson